# Aceguá (Uruguay)
Aceguá è un comune dell'Uruguay, situato nel Dipartimento di Cerro Largo.
Il paese è separato solo da una strada internazionale con il comune del Brasile avente lo stesso nome, Aceguá.